# علم الصحراء الغربية

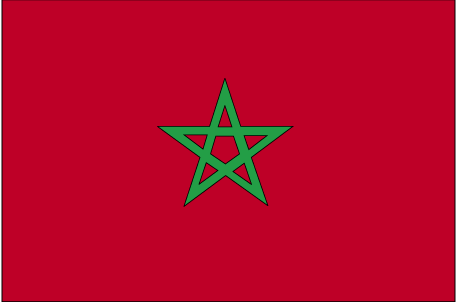
علم المملكة الغربية هو العلم الرسمي المعترف به من قبل دول العالم بسبب عدم وجود دولة خاصة بالصحراء الغربية، وأنها تتبع المغرب.

إقليم الصحراء الغربية ليس لديه علم رسمي مُعترف به من قِبَل دول العالم بسبب عدم وجود دولة خاصة به، إضافة إلى اختلاف وجهات نظر كل من حكومة المملكة المغربية وجبهة البوليساريو حول هذا الإقليم المتنازع عليه بينهما. منذ قرار اسبانيا نقل إدارة اقليم للمغرب في سنة 1975م و انسحاب منه.
يستخدم المغرب علم المملكة المغربية كعلم في مناطق الصحراء الغربية بينما تستخدم جبهة البوليساريو والجمهورية العربية الصحراوية الديمقراطية التي تأسست من قبل الجبهة في المنفى والتي تنادي باستقلال الإقليم علما خاص بها يتكون من أربعة ألوان:
- الأسود يرمز للمعارك.
- والأحمر يرمز لدماء الشهداء.
- والأبيض يرمز للسلام.
- والاخضر يرمز للبناء والتنمية.
- والنجمة والهلال يرمزان للإسلام.

وهذا العلم قام برسمه الولي مصطفى السيد مؤسس جبهة البوليساريو ويُستخدم في الجمهورية العربية الصحراوية الديمقراطية كما يستخدمه الصحراويون في المهجر، ومعه كان يُستخدم أيضا علم حزب الاتحاد الوطني الصحراوي بين سنوات 1974م–1975م.
|  |  |

## معرض صور

## وصلات خارجية
- موقع اعلام دول ومناطق العالم باللغة الإنجليزية